# کرولپا
کرولپا (به آلمانی: Krölpa) یک شهر در آلمان است که در Ranis-Ziegenrück واقع شده‌است. کرولپا ۳٬۱۰۴ نفر جمعیت دارد.